# Despertar a la vida
 Despertar a la vida  es una película en blanco y negro de Argentina dirigida por Mario Soffici según el guion de Francisco Madrid sobre la obra El cobayo del Dr. Arnó, de Carlos Alberto Silva que se estrenó el 11 de abril de 1945 y que tuvo como protagonistas a Elisa Christian Galvé, Roberto Airaldi, Tilda Thamar, Lea Conti y Francisco de Paula. Este último obtuvo por su actuación en el filme el premio Cóndor de Plata a la revelación masculina de 1946.

## Sinopsis
Un médico, una joven muchacha y un romance entre ellos derivado de un intento de suicidio y una operación del corazón.

## Reparto
- Elisa Christian Galvé
- Roberto Airaldi
- Francisco de Paula
- Tilda Thamar
- Lea Conti
- Hugo Pimentel
- Leticia Scury
- Francisco Pablo Donadío
- Hugo Palomero
- Humberto de la Rosa
- Humberto Ferradaz Campos
- Ana Nieves

## Comentarios
Roland opinó que el filme “debió ser una farsa y no lo ha sido” y la crónica de La Razón dijo que la película:

”asoma a la pantalla como drama, sigue con tono farsesco, tiene coincidencia con el juguete cómico y acaba en el sainete de estofa antigua y manida; sin puntos cómicos o dramáticos”